# تذكرة الكحالين (كتاب)

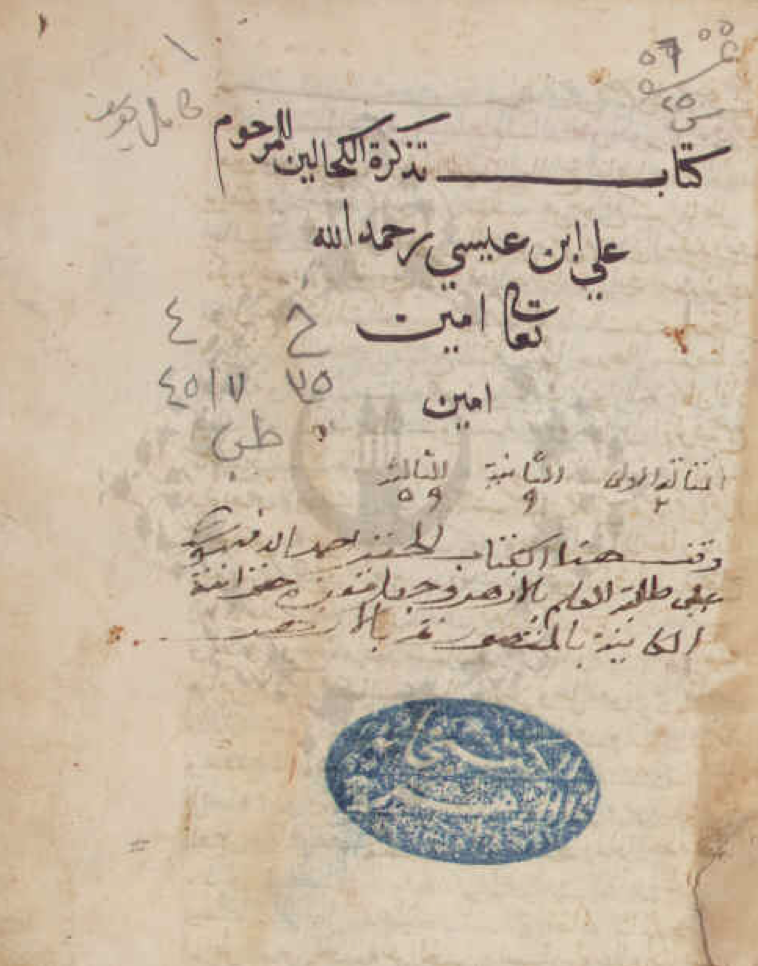
الصفحة الأولى من مخطوطة تذكرة الكحالين محفوظة بالمكتبة الأزهرية بالقاهرة

تذكرة الكحالين أو تذكرة الكحالين في العين وأمراضها هو كتاب في طب العيون ألفه علي بن عيسى الكحال، كان يعد من المصادر الهامة في طب العيون، وظل يدرس في أوروبا حتى القرن الثامن عشر.

## محتوى الكتاب
شمل الكتاب الكثير من أمراض العيون وكيفية مداواتها بأسس علمية تجريبية وأضاف أفكاراً وطرقاً جديدة لذلك. وتميز عن غيره بكونه سهل الاطلاع ومغني عن فتح المراجع الكبيرة وحملها في الأسفار.
قسم الكحال كتابه إلى ثلاث مقالات (أقسام)، شملت الأولى تشريح طبقات العين والأعصاب والعضلات وما يتعلق بها، وشملت الثانية أمراض الجفن والقرنية والحدقة، أما الثالثة فتبحث في الأمراض الخفية (ذات أسباب غير ظاهرة) وأمراض الشبكية والعصب البصري.

## شهادات للكتاب
- يقول عنه ابن أبي أصيبعة: «هو الذي لابد لكل من يعاني صناعة الكحل أن يحفظه، وقد اقتصر الناس عليه دون غيره من سائر الكتب التي قد ألفت في هذا الفن وصار ذلك مستمراً عندهم»[4]
- يقول هيرشبرغ عنه: «من أصح وأدق الكتب التي وصلتنا في هذا الفن، إننا لا نجد في أوروبا قبل بداية القرن الثامن عشر الميلادي كتاباً يرقى إلى مستوى هذا الكتاب» [5]